# Шапиро, Джеймс
Джеймс Шапиро (англ. James S. Shapiro; род. 11 сентября 1955, Бруклин, Нью-Йорк) — профессор английского языка и сравнительного литературоведения Колумбийского университета, специализирующийся на творчестве Уильяма Шекспира и раннем периоде Нового времени. С 1985 года Шапиро работает на факультете Колумбийского университета, автор работ по творчеству Шекспира и елизаветинской культуре.

## Биография
Шапиро родился и вырос в Бруклине, посещал среднюю школу Мидвуд. В 1977 году получил степень бакалавра в Колумбийском университете, в 1978 году — степень магистра, а в 1982 году — степень доктора философии в Чикагском университете. После преподавания в Дартмутском колледже и Гаучер-колледже в 1985 году Шапиро устроился на работу на факультет Колумбийского университета. В 1988—1989 годах преподавал по программе Фулбрайта в Университете имени Бар-Илана и Тель-Авивском университете, а в 1998 году был стипендиатом Сэмюэля Ванамейкера в лондонском театре «Шекспировский Глобус».
За свои публикации и научную деятельность Шапиро получил награды от Национального фонда гуманитарных наук, Библиотеки Хантингтона и Мемориального фонда еврейской культуры. Писал для многих периодических изданий, включая «The Chronicle of Higher Education», «The New York Times Book Review», «Financial Times» и «Дейли Телеграф». В 2006 г. стал стипендиатом John Simon Guggenheim Memorial Foundation, а также стипендиатом Cullman Center for Scholars and Writers при Нью-Йоркской публичной библиотеке.
В 2006 году Шапиро получил премию Сэмюэла Джонсона, а также премию «Театральная книга» 2006 года за свою работу «1599: A Year in the Life of William Shakespeare», которую Роберт Най назвал «мощной» в журнале Literary Review.. В 2023 году книга получила премию Baillie Gifford Prize в номинации «Winner of Winners».
В 2011 году также получил премию George Freedley Memorial Award, присуждаемую Ассоциацией театральных библиотек, за исследование Шекспировского вопроса «Contested Will: Who Wrote Shakespeare?», которое было названо «окончательным трудом», развенчивающим оксфордианскую теорию. В том же году Шапиро был введен в Американскую академию искусств и наук. Элизабет Винклер в книге «Shakespeare Was a Woman and Other Heresies» описывает переписку Шапиро с судьей Верховного суда Джоном Полом Стивенсом, сторонником оксфордианской теории, по вопросу об авторстве в 2011 году. Книга Шапиро «The Year of Lear: Shakespeare in 1606», вышедшая в твёрдом переплёте в 2015 г., была удостоена премии Джеймса Тейта Блэка за биографию, а также премии Sheridan Morley Prize for Theatre Biography. Шапиро представил на канале BBC Four трёхсерийный сериал «Король и драматург: A Jacobean History», посвященный Шекспиру, королю Якову VI и якобинской эпохе.
Женат, имеет сына, живёт в Нью-Йорке.